# Mica (okręg Marusza)
Mica (węg. Mikefalva) – wieś w Rumunii, w okręgu Marusza, w gminie Mica. W 2011 roku liczyła 544 mieszkańców.